# دفاع عن الشريعة
دفاع عن الشريعة عمل فكري ودعوي من تأليف المفكر والسياسي المغربي علّال الفاسي، يتناول موقف الكاتب من دور الشريعة الإسلامية في التشريع الحديث وسبل إحيائها وتكييفها مع متطلبات العصر.ويُعدّ الكتاب جزءًا مهمًا من المشروع الإصلاحي الذي ارتبط باسم الفاسي، حيث يجمع بين الحس القومي والرؤية الدينية الإصلاحية.

## دواعي التأليف
يقول علال الفاسي في مقدمة كتابه:

## نبذة
يؤكد الفاسي أن الشرع ليس مجرد نصوص جامدة بل نظام له مقاصد، وعلى المجتهد أن يقرأ النصوص في ضوء هذه المقاصد. كما يدعو إلى استعادة وظيفة الاجتهاد كمؤسسة لتجديد التشريع وربط الأحكام بالمصالح ومقاصد الشريعة. ينتقد أيضًا التبعية التشريعية للقوانين الاستعمارية أو العرفية التي سادت في بعض البلدان، ويرى أن الاستقلال السياسي يجب أن يقترن باستقلال تشريعي مستمد من المرجعية الثقافية.ينقسم الكتاب إلى أقسام متناسقة تعرض إشكالية مركزية: كيف يمكن للشريعة التي أنزلت في سياق تاريخي محدد أن تبقى مرجعًا تشريعيًا وعمليًا في عصر الحداثة والتطور؟ ويطرح المؤلف ثلاثة محاور أساسية:
- أصالة الشريعة وخصوصيتها كمصدر تشريعي وأخلاقي.

- قابلية الشريعة للاجتهاد وإعادة الفهم (إحياء الاجتهاد مقابل الجمود الفقهي).

- النقد التاريخي للأنظمة القانونية المستوردة وضرورة بناء تشريع وطني يستمد مقاصده من المبادئ الشرعية مع مراعاة مقتضيات العصر.

يوظف المؤلف أسلوبا يجمع بين الحجاج النظري والاستدلال الفقهي والاجتماعي، ويركّز على مقاصد الشريعة والمرونة المنهجية في تطبيق الأحكام.

## السياق الفكري والتاريخي
يندرج هذا الكتاب ضمن سياق فكري واجتماعي امتد من منتصف القرن العشرين حيث تصاعدت أسئلة التحديث الوطني ودور الدين في الدولة بعد الاستقلال. علّال الفاسي مزج بين المطالب القومية والرؤية الإسلامية الإصلاحية، معتبرًا أن النهضة تتطلب استثمار الإرث المحلي بمقتضيات الاجتهاد والتجديد.

## الاستقبال والنقد
لاقى الكتاب ترحيبًا لدى دوائر الإصلاح الديني والقومية الإسلامية، بينما تعرّض لانتقادات من فقهاء محافظين وباحثين علمانيين تحفّظوا من خلط المرجع الديني مع سلطة التشريع المدنية. تناولت دراسات لاحقة الكتاب كحالة لفهم جمع المفكر بين المشروع الوطني والمطلب الديني.

## الطبعات والتوفر
الكتاب نُشر بعدة طبعات عن دور نشر عربية، من بينها دار الكتاب المصري ودار الكتاب اللبناني ومكتبة الاسكندرية. كما تُشير صفحات فهارس الكتب والمكتبات الإلكترونية إلى طبعات حديثة تُنسب إلى سنة 2011 .الكتاب متوفر بعدة طبعات؛ توجد نسخ ورقية ونسخ رقمية (PDF) على مواقع المكتبات الرقمية والمتاجر الإلكترونية.